# Michał Bajor
Michał Bajor (ur. 13 czerwca 1957 w Głuchołazach) – polski aktor, piosenkarz i kompozytor. Członek Akademii Fonograficznej ZPAV.
W trakcie kariery muzycznej współpracował z kompozytorami, takimi jak m.in. Włodzimierz Korcz, Janusz Strobel, Jarosław Kukulski, Jerzy Satanowski, Hadrian Filip Tabęcki, Paweł Stankiewicz, Marcin Nierubiec czy Piotr Rubik. Śpiewa teksty m.in. Władysława Broniewskiego, Juliana Tuwima, Wojciecha Młynarskiego, Marka Grechuty i Jonasza Kofty.
Jako aktor zagrał w filmach reżyserów, takich jak Filip Bajon, Barbara Sass, Edward Żebrowski, Feliks Falk czy Krzysztof Kieślowski.

## Życiorys

### Rodzina i edukacja
Jest synem aktora-lalkarza i nauczyciela Ryszarda Bajora (1925–2017) oraz jego żony Marii z d. Jędrusik (1937–2022), nauczycielki nauczania początkowego, a także starszym bratem Piotra Bajora, również aktora. Od dzieciństwa związany jest ze środowiskiem scenicznym w Opolu. Pobierał lekcje tańca oraz gry na fortepianie. Zadebiutował na scenie rolą wilka w „Czerwonym Kapturku”.
Jest absolwentem Liceum Ogólnokształcącego nr II w Opolu, a w 1980 ukończył studia aktorskie na PWST w Warszawie.

### Kariera muzyczna
W 1970 zadebiutował jako piosenkarz w eliminacjach do 8. Krajowego Festiwalu Piosenki Polskiej w Opolu. W 1973 po wykonaniu utworu „Siemionowna” zwyciężył na Festiwalu Piosenki Radzieckiej w Zielonej Górze, po czym został zaproszony do udziału w 13. Międzynarodowym Festiwalu Piosenki w Sopocie. W latach 1975–1976 grał koncerty z orkiestrami Henryka Debicha i Stefana Rachonia. W 1987 nagrał swój pierwszy album studyjny pt. Michał Bajor Live, na którym umieścił covery piosenek m.in. Jacques’a Brela, z którym powiązał swoją dalszą sceniczną karierę.
W 2024 na ścianie kamienicy przy ul. Oleskiej w Opolu został odsłonięty mural dedykowany Michałowi Bajorowi, który świętował 50-lecie debiutu scenicznego w opolskim amfiteatrze.

### Kariera aktorska
W 1975 rozpoczął karierę filmową od występu w filmie Agnieszki Holland Wieczór u Abdona u boku Beaty Tyszkiewicz. Wystąpił w nominowanym do Oscara filmie Istvána Szabó Hanussen (1988). Zagrał Nerona w filmie Jerzego Kawalerowicza Quo vadis (2001).
28 marca 1979 zadebiutował jako aktor teatralny rolą w sztuce Do piachu... Tadeusza Różewicza w Teatrze na Woli w Warszawie. 6 października tego samego roku zagrał w przedstawieniu Equus Petera Shaffera w warszawskim Teatrze Ateneum, z którym współpracował do 1994. W 1993 wystąpił w teatrze Studio Buffo u Janusza Stokłosy i Janusza Józefowicza.

## Spektakle teatralne

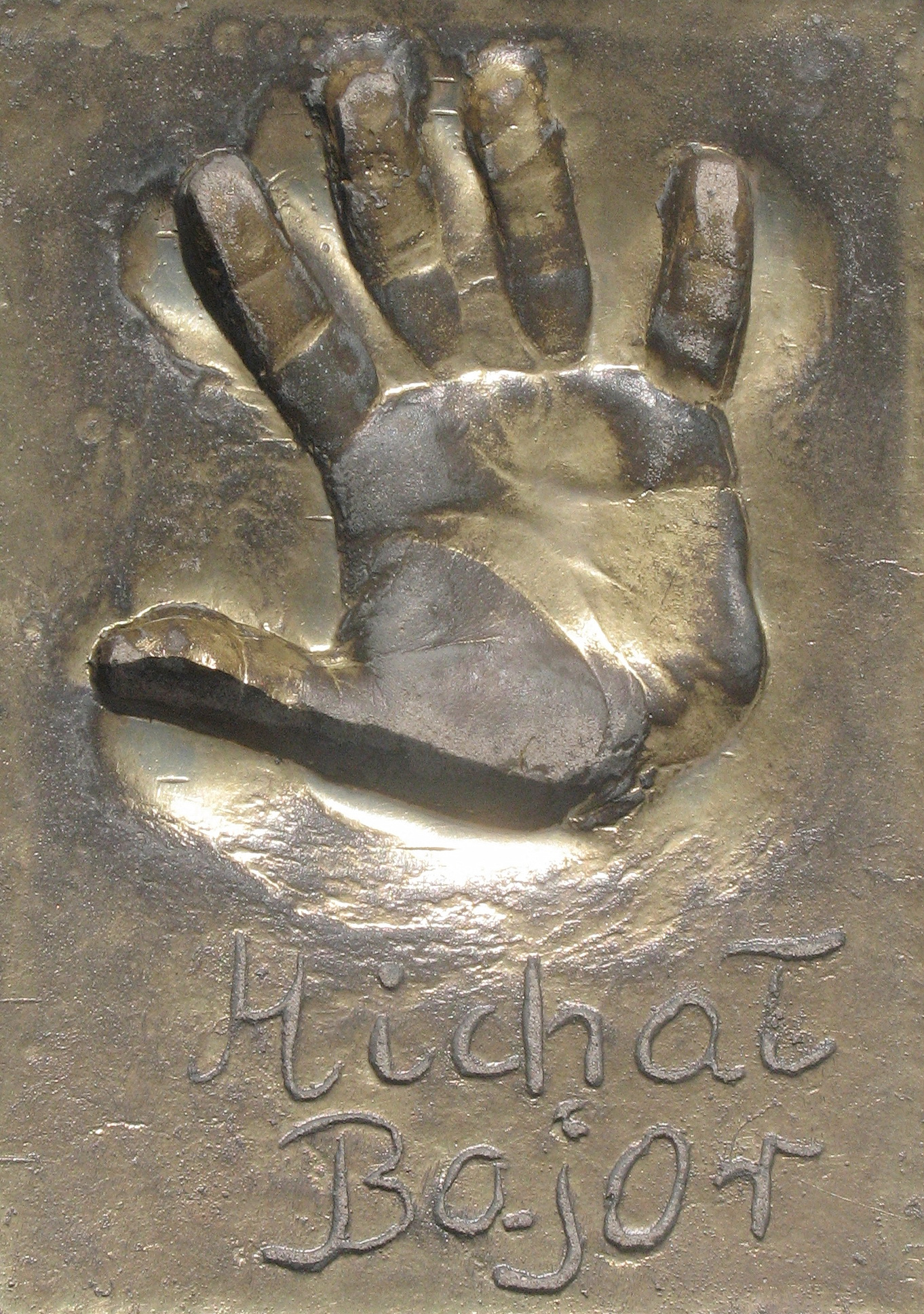
Odcisk dłoni Michała Bajora w Alei Gwiazd w Międzyzdrojach

### Role
- 1979 – Do piachu... jako Johny Foce (reż. Tadeusz Łomnicki)
- 1979 – Equus jako Allan Strang (reż. Andrzej Rozhin)
- 1980 – Opera za trzy grosze jako Kapelmajster-Archanioł (reż. Ryszard Peryt)
- 1981 – Po Hamlecie jako Junior (reż. Janusz Warmiński)
- 1982 – Ścisły nadzór jako Moryś (reż. Romuald Szejd)
- 1982 – Śmierć Dantona jako Kamil Demoulins (reż. Kazimierz Kutz)
- 1982 – Niebo zawiedzionych (reż. Lena Szurmiej)
- 1983 – Z życia dżdżownic (reż. F. Bajon)
- 1983 – Pornografia jako Karol (reż. Andrzej Pawłowski)
- 1983 – Słodkie miasto jako Głos Rossa (reż. Emilian Kamiński)
- 1983 – Syn marnotrawny jako Arlekin (reż. Adam Hanuszkiewicz)
- 1984 – Trans-Atlantyk jako syn Ignac (reż. A. Pawłowski)
- 1985 – Brel (reż. E. Kamiński, W. Młynarski)
- 1985 – Maria i Woyzeck jako Błazen I (reż. A. Hanuszkiewicz)
- 1990 – Czerwony stoliczek (reż. Andrzej Strzelecki)
- 1993 – Music Hall – rewia (reż. Wowo Bielicki)
- 1994 – Nie opuszczaj mnie (reż. Janusz Józefowicz)
- 1994 – Bajor w Buffo (reż. J. Józefowicz)
- 1994 – Evita jako Che Guevara (reż. Marcel Kochańczyk)
- 1995 – Odchodzić (reż. A. Rozhin)
- 1997 – Ewa Hitler pali camele jako reporter (reż. Jacek Koprowicz)
- 2001 – Quo vadis (reż. Jerzy Kawalerowicz) jako Neron
- 2004 – Za kulisami – recital
- 2004 – Świętokrzyska Golgota (reż. Jerzy Zoń)

#### Teatr Telewizji
- 1980 – Do potomnego (reż. Andrzej Łapicki)
- 1980 – Proces jako syn woźnego (reż. A. Holland, Laco Adamik)
- 1981 – Samotnik jako Baldwin (reż. Andrzej Domalik)
- 1982 – Irydion jako Heliogabal (reż. Jan Englert)
- 1984 – Candida (Kandyda) jako Eugeniusz Marchbanks (reż. M. Kochańczyk)
- 1984 – Elżbieta królowa Anglii (reż. L. Adamik)
- 1987 – Herbatka z nieobecnym jako Chłopak (reż. Andrzej Sapija)
- 1989 – Grzechotka jako Percy (reż. B. Sass-Zdort)

### Inne formy twórczości
- 1980 – Opera za trzy grosze (reż. Ryszard Peryt) – asystent reżysera
- 1983 – Syn marnotrawny (reż. A. Hanuszkiewicz) – asystent reżysera
- 2005 – Emigranci (reż. Dominik Nowak, Piotr Sieklucki) – muzyka

## Filmografia
| Filmy - Wieczór u Abdona (1975) jako Michaś - Polskie drogi (1976) jako GL-owiec (gościnnie) - W biały dzień (1980) jako Biały - Bajki na dobranoc (1980) jako Wojciech Janicki - Był jazz (1981) jako Tomek - Limuzyna Daimler-Benz (1981) jako Michał - Klakier (1982) jako Fred - Cień już niedaleko (1984) jako asystent dyrektora - Ratunek dla miasta (Spasenieto, 1984) jako porucznik Vogel, dowódca zmotoryzowanej kolumny - Bez końca (1984) jako aplikant - Przeznaczenie (1984) jako syn Kazimierza Przerwy-Tetmajera - Medium (1985) jako aspirant Krank - Na srebrnym globie (1987) jako Marek (głos) - Hanussen (1988) jako prowokator - Alchemik (1988) jako książę Fryderyk - Historia niemoralna (1990) jako Piotr - Ucieczka z kina „Wolność” (1990) jako Krytyk filmowy - Quo vadis (2001) jako Neron - To nie tak jak myślisz, kotku (2008) jako dr Ryszard Żmijewski – neurochirurg, sekretarz profesora Gaszyńskiego | Seriale - Alchemik Sendivius (1988) – książę Fryderyk - Świat według Kiepskich (1999), odc. 19 – on sam / Artysta śpiewający kolędę - Psie serce (2002–2003) jako głos psa Tamina Polski dubbing - 1976: Pogoda dla bogaczy |

## Dyskografia
| 1988                           | Nowe piosenki - Data: 1988 - Wydawca: Veriton                                                           | –  |                   |
| 1993                           | Michał Bajor '93 - Data: 1993 - Wydawca: Polonia Records                                                | –  |                   |
| 1993                           | Kings and Queens - Data: 1993 - Wydawca: Sonia Company                                                  | –  |                   |
| 1995                           | Michał Bajor '95 - Data: 1995 - Wydawca: Agencja Artystyczna MTJ                                        | –  |                   |
| 1998                           | Uczucia... - Data: 1998 - Wydawca: Agencja Artystyczna MTJ                                              | –  |                   |
| 2000                           | Kocham jutro - Data: 14 października 2000 - Wydawca: EMI Music Poland                                   | 36 |                   |
| 2002                           | Twarze w lustrach - Data: 30 września 2002 - Wydawca: Sony Music Polska                                 | 10 |                   |
| 2004                           | Za kulisami - Data: 2 lutego 2004 - Wydawca: Sony Music Polska                                          | 7  |                   |
| 2007                           | Inna bajka - Data: 15 października 2007 - Wydawca: Agencja Artystyczna MTJ                              | 20 | - złota płyta     |
| 2009                           | Piosenki Marka Grechuty i Jonasza Kofty - Data: 12 października 2009 - Wydawca: Agencja Artystyczna MTJ | 6  | - platynowa płyta |
| 2011                           | Od Piaf do Garou - Data: 21 października 2011 - Wydawca: Agencja Artystyczna MTJ                        | 8  | - platynowa płyta |
| 2013                           | Moje podróże - Data: 14 października 2013 - Wydawca: Agencja Artystyczna MTJ                            | 15 |                   |
| 2015                           | Moja miłość - Data: 2 października 2015 - Wydawca: Sony Music Poland                                    | 1  | - platynowa płyta |
| 2019                           | Kolor Cafe: Przeboje włoskie i francuskie - Data: 27 września 2019 - Wydawca: Sony Music Poland         | 3  | - platynowa płyta |
| 2022                           | No, a ja? - Data: 18 listopada 2022 - Wydawca: Universal Music Polska                                   | 6  | - złota płyta     |
| „–” pozycja nie była notowana. | |    |                   |

| 1987                           | Live - Data: 1987 - Wydawca: Polskie Nagrania Muza                                                      | – |                   |
| 2005                           | Michał Bajor 30/30. Największe przeboje - Data: 17 października 2005 - Wydawca: Agencja Artystyczna MTJ | – | - platynowa płyta |
| „–” pozycja nie była notowana. | |   |                   |

| 1999                           | Michał Bajor 83 – 93 (vol. 1,2,3,4) - Data: 1999 - Wydawca: Agencja Artystyczna MTJ | –  |               |
| 2000                           | Błędny rycerz. Złota kolekcja - Data: 28 sierpnia 2000 - Wydawca: EMI Music Poland  | 40 | - złota płyta |
| 2017                           | Od Kofty... do Korcza Vol. 1 - Data: 21 kwietnia 2017 - Wydawca: Sony Music Poland  | 6  | - złota płyta |
| 2017                           | Od Kofty... do Korcza Vol. 2 - Data: 29 września 2017 - Wydawca: Sony Music Poland  | 11 | - złota płyta |
| „–” pozycja nie była notowana. |                                                                                     |    |               |

| 1991                           | Michał Bajor śpiewa kolędy - Data: 1991 - Wydawca: Polonia Records        | –  |
| 1999                           | W dzień Bożego Narodzenia - Data: 1999 - Wydawca: Agencja Artystyczna MTJ | –  |
| 2018                           | Kolędy 2018 - Data: 30 listopada 2018 - Wydawca: Sony Music Poland        | 17 |
| „–” pozycja nie była notowana. |                                                                           |    |

| Rok  | Tytuł                                                                                   |
| ---- | --------------------------------------------------------------------------------------- |
| 1992 | Piosenki dla dzieci śpiewa Michał Bajor - Data: 1992 - Wydawca: Agencja Artystyczna MTJ |

## Nagrody i wyróżnienia
- 1973 – główna nagroda na Festiwalu Piosenki Radzieckiej w Zielonej Górze
- 1981 – wyróżnienie na FPFF w Gdańsku za rolę w filmie W biały dzień
- 1982 – Jantar '82 na X Koszalińskich Spotkaniach Filmowych „Młodzi i Film” za rolę w filmie Limuzyna Deimler Benz w reżyserii Filipa Bajona
- 1985 – Nagroda Artystyczna Młodych im. Stanisława Wyspiańskiego I stopnia za osiągnięcia aktorskie w latach 1983–1985 w teatrze, filmie i na estradzie
- 1985 – nagroda specjalna Telewizji Polskiej na Przeglądzie Piosenki Aktorskiej we Wrocławiu za wykonanie songów Bertolda Brechta
- 1994 – Srebrny As – nagroda Polish Promotion Corporation
- 1997 – najlepszy rozmówca programu Godzina Szczerości w plebiscycie widzów
- 1998 – Złota Spinka – nagroda redakcji „Nowej Trybuny Opolskiej”
- 2005 – Srebrny Medal „Zasłużony Kulturze Gloria Artis”[47]
- 2006 – statuetka „Przyjaciel Zaczarowanego Ptaszka” – nagroda dla przyjaciela ogólnopolskiego festiwalu dla osób niepełnosprawnych utalentowanych wokalnie na Festiwalu Piosenki Zaczarowanej w Krakowie
- 2015 – Medal „Labor Omnia Vincit” – „Praca Wszystko Zwycięża”, które przyznaje Towarzystwo im. Hipolita Cegielskiego.
- 2018 – Platynowa Telekamera (przyznana podczas Polsat SuperHit Festiwal 2018)

## W telewizji
- Szansa na sukces (juror) (2 odcinki – jeden z 20 kwietnia 1997, drugi z 23 grudnia 2007)
- Od przedszkola do Opola
- 2002 – Wykrywacz kłamstw
- 2003 – Twarze w lustrach – recital
- 2003 – Wideoteka dorosłego człowieka
- 2004 – Anioły Europy
- 2004 – Trzymaj się swoich chmur – Piosenki Seweryna Krajewskiego (25. PPA)
- 2005 – Imiennik Dwójki: Kwiecień
- 2006 – Mój pierwszy raz
- 2008 – Michał Bajor śpiewa piosenki Jonasza Kofty